# Соколівська гміна
Соколівська гміна — колишня (1934–1939 рр.) сільська гміна Стрийського повіту Станиславівського воєводства Польської республіки (1918–1939) рр. Центром гміни було село Соколів (знищене в період Другої світової війни) .
1 серпня 1934 року в Стрийському повіті Станиславівського воєводства було утворено Соколівську гміну з центром в селі, колишньому містечку Соколів. До складу гміни входили сільські громади: Подорожнє, Зарічне, Малі Дідушичі, Великі Дідушичі, Лани-Соколівські, Сихів, Соколів, Угільня, Воля-Задеревацька, Задеревач.
17 січня 1940 року ґміна ліквідована у зв’язку з утворенням Стрийського району.